# خوسيه أويا
خوسيه مارتينيز أويا (بالإسبانية: José Oya)‏ (من مواليد 14 يناير 1983 في بامبلونا، نافارا) هو لاعب كرة قدم محترف إسباني، يلعب في نادي مورسيا في مركز خط الوسط.

## وصلات خارجية
- خوسيه أويا على موقع قاعدة بيانات كرة القدم.إي يو (الإنجليزية)
- خوسيه أويا على موقع Soccerway.com (الإنجليزية)

- BDFutbol profile
- Futbolme profile (بالإسبانية)
- Transfermarkt profile